# کارلز کرنر (تگزاس)
کارلز کرنر، تگزاس(به انگلیسی: Carl's Corner, Texas) شهری در ایالت تگزاس از ایالات جنوبی ایالات متحده آمریکا است. در سرشماری سال ۲۰۰۰، جمعیت این شهر ۱۳۴ نفر اعلام شد.